# Carlos Marcello
Carlos Joseph Marcello, nato Calogero Minacori (Tunisi, 6 febbraio 1910 – Metairie, 2 marzo 1993), è stato un mafioso italiano naturalizzato statunitense capo della criminalità di New Orleans dal 1947 fino alla fine degli anni ottanta. 
G. Robert Blakey e altri teorici della cospirazione hanno affermato che nel 1963 Carlos Marcello, insieme a Santo Trafficante Jr. e Sam Giancana, ha ideato l'assassinio del presidente degli Stati Uniti John Fitzgerald Kennedy in rappresaglia per l'accusa federale che stava minacciando la loro multimiliardaria organizzazione criminale internazionale..

## Biografia
Carlos Marcello nacque a Tunisi, all’epoca protettorato francese, dagli immigrati siciliani Giuseppe e Luigia Minacore. Con la sua famiglia, Marcello emigrò negli Stati Uniti nel 1911 e si stabilì in una piantagione in rovina vicino a Metairie, un sobborgo di New Orleans. Aveva otto fratelli. Negli USA cambiò nome e tutta la famiglia adottò il cognome "Marcello".
Sin da giovane Carlos Marcello si avvicinò alla microcriminalità nel quartiere francese. In seguito fu arrestato per rapine a mano armata nelle piccole città intorno a New Orleans. Fu poi condannato per aggressione e rapina e condannato a nove anni nel penitenziario di stato della Louisiana. Fu rilasciato dopo cinque anni. Nel 1936 si sposò ed ebbe quattro figli.
Nel 1938, Marcello fu arrestato e accusato della vendita di più di 10 kg di marijuana. Scontò meno di dieci mesi e pagò solo una multa di 400 dollari grazie a un patteggiamento. Al suo rilascio dal carcere, Marcello si associò a Frank Costello, il leader della famiglia criminale Genovese di New York. All'epoca, Costello era coinvolto nel trasporto di slot machine illegali da New York a New Orleans. Marcello forniva la mano d’opera e garantiva che le macchine fossero collocate nelle aziende locali.
Alla fine del 1947, Marcello aveva preso il controllo della rete di gioco d'azzardo illegale della Louisiana. Aveva anche stretto alleanza con il mafioso del sindacato ebraico di New York Meyer Lansky, per riciclare il denaro di alcuni dei più importanti casinò dell'area di New Orleans. Dopo l’estradizione di Sylvestro "Silver Dollar Sam" Carolla in Sicilia, Marcello fu designato dai capi famiglia e dal Sindacato nazionale del crimine come "Il Padrino" della mafia di New Orleans. Ha ricoperto questa posizione per i successivi trent'anni. Ha quindi adottato una politica che impediva ai mafiosi di altre famiglie di visitare la Louisiana senza permesso.
La famiglia criminale di New Orleans si incontrava spesso in un ristorante italiano nel sobborgo di Avondale, noto come Mosca's, un edificio di proprietà di Marcello.
Il 25 gennaio 1951 Marcello è comparso davanti alla Commissione Kefauver del Senato degli Stati Uniti sulla criminalità organizzata. Ha invocato 152 volte il quinto emendamento e si è rifiutato di rispondere a qualsiasi domanda relativa al suo background, alle sue attività e ai suoi collaboratori. Il Comitato ha definito Marcello "uno dei peggiori criminali del Paese".
Il 24 marzo 1959, Marcello è comparso davanti alla Commissione McClellan del Senato degli Stati Uniti per indagare sulla criminalità organizzata. In qualità di consigliere capo del comitato c'era Robert Kennedy; anche suo fratello John, all’epoca senatore, era un membro del comitato. In risposta alle domande della commissione, Marcello ha invocato il quinto emendamento. Da quel momento in poi, Marcello divenne un nemico dichiarato dei Kennedy.
Il 4 aprile 1961, il dipartimento di giustizia degli Stati Uniti, sotto la direzione del procuratore generale Robert Kennedy, arrestò Marcello e lo deportò in Guatemala. Due mesi dopo, era di nuovo a New Orleans. Da allora in poi, ha combattuto con successo gli sforzi del governo per deportarlo.
Nel novembre 1963, Marcello fu processato per "cospirazione per frodare il governo degli Stati Uniti ottenendo un falso certificato di nascita guatemalteco" e per "cospirazione per ostacolare il governo degli Stati Uniti nell'esercizio del suo diritto di deportare". Fu assolto da entrambe le accuse. Tuttavia, nell'ottobre 1964, Marcello fu accusato di "cospirazione per ostacolare la giustizia" corrompendo o minacciando un giurato e un testimone del governo. L'avvocato di Marcello ammise che il giurato era stato corrotto, ma ha detto che non c'erano prove per collegare la tangente con Marcello. Il testimone del governo rifiutò di testimoniare e Marcello fu prosciolto da entrambe le accuse.
Nel settembre 1966, Marcello e altri 12 membri delle famiglie criminali di New York, Louisiana e Florida furono arrestati per "associazione criminale" al ristorante La Stella nel Queens (New York). Tuttavia, le accuse sono state successivamente ritirate. Tornato a New Orleans pochi giorni dopo, Marcello fu arrestato per aver aggredito un agente dell'FBI. Il primo processo si concluse con la sospensione della giuria. Poi fu ritentato e Marcello fu condannato a due anni. Scontò meno di sei mesi.
Nel 1981, Carlos Marcello, Aubrey W. Young (un ex assistente del governatore John J. McKeithen), Charles E. Roemer II (ex commissario amministrativo del governatore Edwin Edwards) e altri due uomini furono incriminati dalla Corte distrettuale degli Stati Uniti per il distretto orientale della Louisiana per cospirazione, racket e frode per posta e telegrafo in un piano per corrompere i funzionari statali per ottenere contratti assicurativi multimilionari. Il giudice distrettuale degli Stati Uniti Morey Sear ha consentito l'ammissione di conversazioni registrate in segreto che, secondo lui, dimostravano la corruzione ai più alti livelli del governo statale. Marcello e Roemer furono condannati. Nel luglio 1989, sorprendentemente, la 5a Corte d'Appello rigettò la condanna. In ottobre, dopo aver scontato sei anni e sei mesi di pena, Marcello fu rilasciato. 
Dopo aver subito una serie di ictus sin dall’inizio del 1989. Carlos Marcello è morto il 2 marzo 1993.

## Il presunto coinvolgimento di Carlos Marcello nell’assassinio di John F. Kennedy
Nella sua indagine del 1978 sull'assassinio di John Fitzgerald Kennedy, la United States House Select Committee on Assassinations ha affermato la presenza di "associazioni credibili che collegano Lee Harvey Oswald e Jack Ruby a figure che hanno una relazione, anche se tenue, con la famiglia o organizzazione criminale di Marcello". Il loro rapporto affermava: "La commissione ha rilevato che Marcello aveva il movente, i mezzi e l'opportunità di far assassinare il presidente John F. Kennedy, sebbene non sia in grado di stabilire prove dirette della complicità di Marcello".
Nel loro libro, Fatal Hour: The Assassination of President Kennedy By Organized Crime, gli autori Richard N. Billings e G. Robert Blakey (che è stato consigliere capo della House Select Committee on Assassinations e precedentemente Procuratore Speciale della Divisione Criminale del Dipartimento di Giustizia degli Stati Uniti) conclude che l'omicidio del presidente Kennedy è stato pianificato ed eseguito da Carlos Marcello e altri cospiratori. Affermano che il loro libro espone prove che sono state confermate da ulteriori fonti e documenti ufficiali rilasciati negli anni successivi.
Nel suo libro del 1989, Mafia Kingfish: Carlos Marcello and the Assassination of John F. Kennedy, John H. Davis coinvolge Marcello nell'assassinio di Kennedy. Secondo Davis, Oswald e Ruby avevano "forti legami" con Marcello. Davis afferma che Ruby gestiva le attività di Dallas per conto di Joseph Campisi, luogotenente di Marcello.
Nel suo libro del 2013 The Hidden History of the JFK Assassination, Lamar Waldron ha affermato che Marcello ha ideato l'assassinio di Kennedy. Secondo Waldron, Marcello ha ammesso il suo coinvolgimento con altri due detenuti durante un impeto di rabbia nel cortile della prigione presso la Federal Correctional Institution di Texarkana, in Texas. Nel suo libro, Waldron ha anche citato un racconto del compagno di cella di prigione di Marcello, Jack Van Laningham, il quale nel 1985 affermò che Marcello si sarebbe vantato con lui di aver ideato l'assassinio di Kennedy, mentre diffondeva false piste per confondere la stampa e mettere in imbarazzo l'FBI e la CIA nel sopprimere le prove.
Secondo Waldron, Marcello dispose che due sicari eseguissero l'assassinio dopo essere entrati negli Stati Uniti dal Canada e dall'Europa, individuando Lee Oswald come il capro espiatorio e ordinando il successivo omicidio di testimoni e altri cospiratori, inclusi i mafiosi Johnny Roselli e Sam Giancana, che rischiavano di trasformarsi in informatori.